# Yamanasaurus lojaensis
Lo yamanasauro (Yamanasaurus lojaensis) è un dinosauro sauropode erbivoro, appartenente ai titanosauri. Visse nel Cretaceo superiore (Maastrichtiano, circa 67 - 66 milioni di anni fa) e i suoi resti fossili sono stati ritrovati in Sudamerica.

## Descrizione
Questo animale è noto solo per fossili molto parziali, comprendenti due vertebre sacrali fuse, un frammento di una vertebra caudale, parte dell'omero sinistro, parte di un radio e un frammento danneggiato di tibia. È quindi impossibile ricostruirne fedelmente l'aspetto, ma dal raffronto con animali simili e meglio noti come Neuquensaurus e Saltasaurus si suppone che Yamanasaurus fosse un sauropode di taglia relativamente piccola (forse 9 metri di lunghezza), con il corpo ricoperto da osteodermi (ossa immerse nella pelle). 
Yamanasaurus era caratterizzato da un'associazione di caratteristiche: vertebre caudali anteriori e mediane con un condilo compresso dorsoventralmente, con la punta posteriore elevata rispetto alla linea mediana, senza cresta ventrale longitudinale e osso spugnoso camellato (presumibilmente come in Neuquensaurus); l'ultimo centro sacrale lungo quanto alto, con piccola fossa cieca ovoidale poco profonda nel lato laterale, un radio robusto con diafisi appiattita e collo o cingolo marcato subito sotto l'epifisi, con superficie articolare prossimale ettagonale (Apesteguía et al. 2020).

## Classificazione
I fossili di Yamanasaurus vennero descritti per la prima volta nel 2020, e sono stati ritrovati nella Regione di Yamana, Paltas Cantón, nella provincia di Loja, in Ecuador sudoccidentale; ciò fa di Yamanasaurus il primo dinosauro non aviano descritto ufficialmente proveniente dall'Ecuador. I fossili provengono dalla Formazione Río Playas, risalente al tardo Maastrichtiano (Cretaceo superiore).
Yamanasaurus è conosciuto per un solo individuo composto da resti frammentari. Questo taxon rappresenta il titanosauro del Cretaceo terminale più settentrionale formalmente denominato in Sud America. A causa del suo stato frammentario, Yamanasaurus non è stato incluso in nessuna analisi cladistica. Tuttavia, la presenza di elementi degli arti proporzionalmente corti suggerisce che Yamanasaurus potrebbe essere un Saltasaurinae, e la presenza di un'ultima vertebra sacrale stretta, insieme a una marcata angolazione dorsoventrale tra gli ultimi due elementi sacrali, il condilo compresso dorsoventralmente nella parte anteriore a metà La vertebra caudale con la punta posteriore elevata rispetto alla linea mediana e l'assenza di una cresta ventrale longitudinale e di una struttura interna spugnosa (osso camellato), suggeriscono che Yamanasaurus potrebbe essere più imparentato con il saltasaurino argentino Neuquensaurus (Apesteguía et al. 2020).